# Dolomedes laticeps
Espèce
Dolomedes laticeps est une espèce d'araignées aranéomorphes de la famille des Dolomedidae.

## Distribution
Cette espèce est endémique des Salomon. Elle se rencontre en Nouvelle-Géorgie.

## Description
Le mâle holotype mesure 11,5 mm.

## Systématique et taxinomie
Cette espèce a été décrite par Pocock en 1898.

## Publication originale
- Pocock, 1898 : « Scorpions, Pedipalpi and spiders from the Solomon Islands. » The Annals and magazine of natural history, sér. 7, vol. 1 p. 457-475 (texte intégral).